# Romy Speelman
Romy Speelman (24 oktober 2000) is een voormalig Nederlands voetbalspeelster. Van 2016 tot en met 2022 speelde zij in de Eredivisie. 
In het voorjaar van 2019 tekende ze een contract bij FC Twente.
Na twee seizoenen bij FC Twente keerde ze voor één seizoen terug naar ADO Den Haag.
In 2022 koos Speelman voor haar maatschappelijke carrière en stopte met voetbal op hoog niveau. FC Rijnvogels werd haar nieuwe club. 

## Statistieken
| Seizoen | Club         | Land      | Competitie         | Wedstrijden | Doelpunten |
| ------- | ------------ | --------- | ------------------ | ----------- | ---------- |
| 2016/17 | ADO Den Haag | Nederland | Eredivisie         | 1           | 0          |
| 2017/18 | ADO Den Haag | Nederland | Eredivisie         | 22          | 3          |
| 2018/19 | ADO Den Haag | Nederland | Eredivisie         | 18          | 4          |
| 2019/20 | FC Twente    | Nederland | Eredivisie         | 3           | 0          |
| 2020/21 | FC Twente    | Nederland | Vrouwen Eredivisie | 4           | 1          |
| 2021/22 | ADO Den Haag | Nederland | Eredivisie         | 1           | 0          |
| Totaal  | Totaal       | Totaal    | Totaal             | 49          | 8          |

Laatste update: september 2023

## Interlands
Speelman speelde voor Oranje O19.

## Privé
Speelman studeerde aan de Haagse Hogeschool.
Vanaf 2022 is ze werkzaam op een basisschool in Leidschendam.